# Zwieselschrofen
Die Zwieselschrofen sind bis zu 1027 m ü. NHN hohe Felsriegel in den Bayerischen Voralpen. Sie liegen oberhalb der oberbayerischen Gemeinde Kochel am See (Landkreis Bad Tölz-Wolfratshausen). 
Der Zwieselschrofen erheben sich markant mit steil abfallenden Felswänden aus der bewaldeten Nordwestflanke unterhalb des Rabenkopfes. 
Etwas unterhalb des höchsten Punktes etwas abgesetzt befindet sich ein nicht einfach erreichbares Gipfelkreuz. Der höchste Punkt kann dagegen auf Steigen von Kochel aus erreicht werden.